# Ampliotrema auratum
Ampliotrema auratum är en lavart som först beskrevs av Edward Tuckerman, och fick sitt nu gällande namn av Kalb ex Kalb 2006. Ampliotrema auratum ingår i släktet Ampliotrema och familjen Thelotremataceae.   Inga underarter finns listade i Catalogue of Life.